# Pseudocoladenia
Pseudocoladenia là một chi bướm ngày thuộc họ Bướm nâu.